# Felix Matuszkiewicz
Felix Matuszkiewicz (* 11. Januar 1885 in Sprottau, Landkreis Sprottau, Provinz Schlesien; † 18. April 1956 in Neustadt an der Donau, Landkreis Kelheim) war ein deutscher Historiker und Rechtswissenschaftler sowie Gründer des Städtischen Museums in Sprottau.

## Leben
Seine Eltern waren Josef Matuszkiewicz und Margaret geb. Kopankiewicz. Nach dem Abitur 1903 studierte er Rechtswissenschaften an den Universitäten in Heidelberg, Leipzig, Greifswald und Breslau. Das Doktorat erwarb er 1910 in Breslau. 1908 gab er als Referendar am Königlichen Amtsgericht zu Sprottau im Selbstverlag das Buch „Geschichte der Stadt Sprottau“ heraus. Das Werk entstand aufgrund der Forschungen im Stadtarchiv. Seit 1912 war er in Sprottau als Rechtsanwalt und Notar tätig. Gleichzeitig beschäftigte er sich mit der Geschichtsschreibung des Sprottauer Landes und gab mehrere Bücher heraus.
Am 28. Juni 1928 wurden in Sprottau zwei Museen eröffnet: das Heimatmuseum Sprottau und das Heinrich-Laube-Museum, die dank der Initiative von Matuszkiewicz entstanden sind.
Im Frühjahr 1945 musste Matuszkiewicz Sprottau verlassen und ließ sich in Passau nieder. Dort wurde er von den US-amerikanischen Behörden als Richter angestellt. Er versuchte jedoch zum Beruf des Rechtsanwalts zurückkehren. 1955 trat er in den Ruhestand, ein Jahr später starb er.
Das am 18. Juni 2004 wiedereröffnete Städtische Museum in Szprotawa trägt seinen Namen.

## Werke (Auswahl)
- 100 Jahre Carl Lamprecht : Sprottau : C. Lamprecht, 1939
- Buchdrucke, Büchereien und Zeitungen in Sprottau : Sprottau i. Schles. : Wildner, 1938
- Friedrich Magnus von der Goës, ein kurländischer Baron, Sprottauer Kämmerer und Menschenfreund : Sprottau : Wildner, 1936
- Nickel Jacob aus Sprottau, der Altmeister der schlesischen Bienenkunde (1576) : Sprottau : Wochenblatt-Druckerei [L. Wildner], 1933
- Die Annakapelle bei Dalkau : Glogau : Glogauer Druckerei, 1930
- Führer durch das städtische Heimat- und Laubemuseum zu Sprottau : Sprottau : Magistrat, 1929
- Die mittelalterliche Gerichtsverfassung des Fürstentums Glogau : Breslau : Hirt, 1911
- Geschichte der Stadt Sprottau : Sprottau : Selbstverlag, 1908